# نايجل همفريز
نايجل همفريز (بالإنجليزية: Nigel Humphreys)‏ هو ممثل بريطاني، ولد في 1951.

## وصلات خارجية
- نايجل همفريز على موقع IMDb (الإنجليزية)
- نايجل همفريز على موقع قاعدة بيانات الفيلم (الإنجليزية)